# Vigliano Biellese
Vigliano Biellese é uma comuna italiana da região do Piemonte, província de Biella, com cerca de 8.414 habitantes. Estende-se por uma área de 8 km², tendo uma densidade populacional de 1052 hab/km². Faz fronteira com Biella, Candelo, Cerreto Castello, Cossato, Ronco Biellese, Valdengo.

## Demografia
| Variação demográfica do município entre 1861 e 2011                               |
|                                                                                   |
| Fonte: Istituto Nazionale di Statistica (ISTAT) - Elaboração gráfica da Wikipedia |